# Skoczynoszczur
Skoczynoszczur (Mesembriomys) – rodzaj ssaka z podrodziny myszy (Murinae) w obrębie rodziny myszowatych (Muridae).

## Rozmieszczenie geograficzne
Rodzaj obejmuje gatunki występujące endemicznie w Australii.

## Morfologia
Długość ciała (bez ogona) 188–300 mm, długość ogona 290–410 mm, długość ucha 23–48 mm, długość tylnej stopy 48–72 mm; masa ciała 205–880 g.

## Systematyka
Rodzaj zdefiniował w 1906 roku angielski zoolog Oldfield Thomas w artykule zatytułowanym O typie gatunkowym szczurów australijskich dotychczas określanych jako Conilurus, z uwagami na temat budowy i ewolucji ich guzków trzonowych, opublikowanym w czasopiśmie „The Annals and magazine of natural history”. Gatunkiem typowym jest (oryginalne oznaczenie) skoczynoszczur czarnostopy (M. gouldii). Jednak nazwa – Ammomys – którą ukuł Thomas okazała się zajęta przez rodzaj innych gryzoni z rodziny chomikowatych (Cricetidae), dlatego w 1906 roku amerykański zoolog Theodore Sherman Palmer nadał rodzajowi myszy nową nazwę – Mesembriomys.

### Etymologia
- Ammomys: gr. αμμος ammos ‘piasek’[8]; μυς mus, μυος muos ‘mysz’[9].
- Mesembriomys: gr. μεσημβρινος mesēmbrinos ‘południowy’, od μεσημβρια mesēmbria ‘południe’; μυς mus, μυος muos ‘mysz’[1].

### Podział systematyczny
Do rodzaju należą następujące gatunki:
| Grafika | Gatunek               | Autor i rok opisu | Nazwa zwyczajowa             | Podgatunki         | Rozmieszczenie geograficzne | Podstawowe wymiary                      | Status IUCN |
| ------- | --------------------- | ----------------- | ---------------------------- | ------------------ | --- | --------------------------------------- | ----------- |
|         | Mesembriomys gouldii  | (J.E. Gray, 1843) | skoczynoszczur czarnostopy   | 3 podgatunki       | Australia Zachodnia (obszar Kimberley), obszary o większych opadach deszczu w Terytorium Północnym (wraz z Wyspą Melville’a) oraz północnym Queensland; zakres wysokości: 0–700 m n.p.m. | DC: 25–30 cm DO: 32–41 cm MC: 580–880 g | VU          |
|         | Mesembriomys macrurus | (W. Peters, 1876) | skoczynoszczur złotogrzbiety | gatunek monotypowy | nierówne tereny północnego obszaru Kimberley, z kilkoma wyspami (Australia Zachodnia); dawniej szeroko rozpowszechniony                                                                  | DC: 18,8c24m DO: 29–36 cm MC: 205–330 g | NT          |

Kategorie IUCN:  NT  – gatunek bliski zagrożenia,  VU  – gatunek narażony.